# Wkrzański Staw
Wkrzański Staw – staw położony w niewielkim zagłębieniu morenowym po wschodniej stronie ul. Wkrzańskiej w Bukowie. Staw ma kształt podłużny (długość ok. 250 m) i bardzo nieregularne brzegi.
Staw powstał prawdopodobnie po dawnym wyrobisku gliny, wydobywanej dla pobliskiego majątku Bukowo Stare (niem. Alt Buchholz).